# Oxycheilinus unifasciatus
Espèce
Statut de conservation UICN

 LC  : Préoccupation mineure
Oxycheilinus unifasciatus est une espèce de poissons téléostéens (Teleostei).